# Edmund Hansen
Edmund Carl Marius Møller Hansen (9 settembre 1900 – 26 maggio 1995) è stato un pistard danese.

## Palmarès

### Olimpiadi
- Argento a Parigi 1924 nel tandem.